# Sun ONE
Sun ONE - бренд, под которым Sun Microsystems продвигала свои серверные программные продукты. Sun ONE означает Sun Open Net Environment.
Бренд Sun ONE в первую очередь использовался для продуктов, созданных во время альянса Sun с Netscape Communications Corporation. Это название также применялось для обозначения других продуктов, таких как Sun ONE Studio 8 и Sun ONE Active Server Pages 4.0.
Sun ONE был представлен 15 апреля 2002 в качестве замены бренду iPlanet, что было вызвано окончанием сотрудничества Sun и Netscape. 16 сентября 2003 имя Sun ONE было изменено на Sun Java System.